# Kanczylek
Kanczylek (Moschiola) – rodzaj ssaków parzystokopytnych z rodziny kanczylowatych (Tragulidae).

## Rozmieszczenie geograficzne
Rodzaj obejmuje gatunki występujące w Indiach i Sri Lance.

## Morfologia
Długość ciała 43–60 cm, ogona 1–5 cm; masa ciała 2,45–3 kg.

## Systematyka
Rodzaj zdefiniował w 1852 roku angielski zoolog John Edward Gray w publikacji swojego autorstwa zatytułowanej Katalog okazów ssaków w zbiorach Muzeum Brytyjskiego. Gatunkiem typowym jest (oznaczenie monotypowe) kanczylek białoplamy (M. meminna).

### Etymologia
Moschiola: rodzaj Moschus Linnaeeus, 1758; łac. przyrostek zdrabniający -ola.

### Podział systematyczny
Do rodzaju należą następujące gatunki:
| Grafika | Gatunek            | Autor i rok opisu       | Nazwa zwyczajowa     | Podgatunki         | Rozmieszczenie geograficzne | Podstawowe wymiary                           | Status IUCN |
| ------- | ------------------ | ----------------------- | -------------------- | ------------------ | --- | -------------------------------------------- | ----------- |
|         | Moschiola meminna  | (Erxleben, 1777)        | kanczylek białoplamy | gatunek monotypowy | endemit Sri Lanki: strefa sucha | DC: 55–60 cm DO: 2–5 cm MC: około 2,4 kg     | LC          |
|         | Moschiola kathygre | Groves & Meijaard, 2005 | kanczylek żółtopręgi | gatunek monotypowy | endemit Sri Lanki: strefa mokra, od rezerwatu leśnego Sinharaja przez niziny na północ do Katagamuwy, na wschód do wyżyn, co najmniej do dystryktu Kandy | DC: 43–51 cm DO: 1–3 cm MC: brak danych      | LC          |
|         | Moschiola indica   | (B.H. Hodgson, 1847)    | kanczylek indyjski   | gatunek monotypowy | Półwysep Indyjski i południowy Nepal (gdzie prawdopodobnie jest obecnie wymarły); zakres wysokości: do 1850 m n.p.m.                                     | DC: 55–59 cm DO: około 2,5 cm MC: około 3 kg | LC          |

Kategorie IUCN:  LC  – gatunek najmniejszej troski.